# Ель-Кафр
Ель-Кафр (англ. al-Kafr, араб. الكفر) — поселення в Сирії, що складає невеличку друзьку общину в нохії Ес-Сувейда, яка входить до складу однойменної мінтаки Ес-Сувейда в південній сирійській мухафазі Ес-Сувейда.